# Tylogonus chiriqui
Tylogonus chiriqui là một loài nhện trong họ Salticidae.
Loài này thuộc chi Tylogonus. Tylogonus chiriqui được María Elena Galiano miêu tả năm 1994.